# Corteza de quina

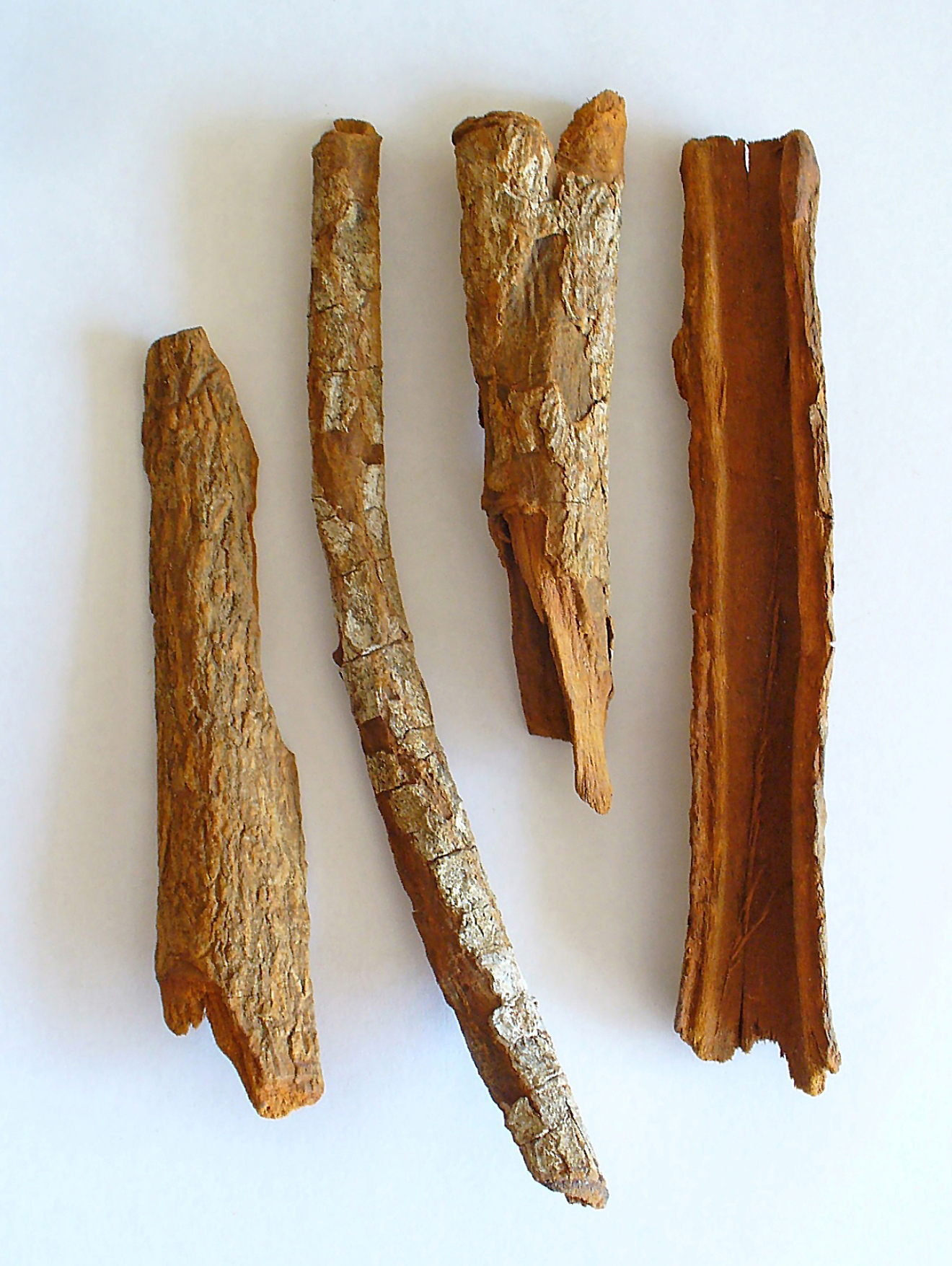
Corteza de quina.

La corteza de quina, también llamada corteza jesuita o corteza peruana, es el nombre histórico del remedio específico para evitar todas las formas de la malaria. 

## Etimología
Se dio este nombre porque se obtuvo de la corteza de varias especies del género Cinchona, de la familia Rubiaceae, descubiertas en ocasiones diferentes y originaria de las regiones orientales de los Andes del Perú, descritas e introducidas por primera vez por sacerdotes Jesuitas haciendo trabajo misional en Perú. Otros términos que refieren a la preparación y su fuente son, "árbol Jesuita", "polvo Jesuita" y "Pulvis Patrum". Es patrimonio natural y símbolo patrio del Perú, presente en la Bandera Oficial del Estado Peruano y su escudo nacional.

## Historia
Anteriormente, la corteza, preparada con diferentes fórmulas, se usaba como un psicotrópico, pero en el siglo XIX y comienzos del siglo XX, la cosecha natural de inmensas cantidades constituyó la base de la producción de alcaloides de quinina. Esta extracción tenía lugar principalmente en Alemania, y las plantaciones neerlandesas e inglesas de quina de Java, Ceylán y la India eran las principales fuentes que proporcionaban la materia prima. El principio activo básico, la quinina, se sintetiza ahora químicamente. El término quinina viene de ghina o quina-quina, es el nombre que los indígenas peruanos le daban a la corteza, que significa medicina de medicinas o corteza de cortezas.
La corteza de quina ha sido de gran importancia para la farmacopea, botánica, la medicina, el comercio y la agricultura tropical. Hacia 1650, el médico Sebastiano Bado declaró: "esta corteza ha resultado ser más preciosa para la humanidad que todo el oro y plata que los españoles hayan sacado del Perú.